# اچ‌ام‌اس اسپیدی (پی۲۹۶)
اچ‌ام‌اس اسپیدی (پی۲۹۶) (به انگلیسی: HMS Speedy (P296)) یک کشتی بود که طول آن ۹۰ فوت (۲۷ متر) بود. این کشتی در سال ۱۹۷۹ ساخته شد.